# Thomas Khamphan
Thomas Khamphan (Provincia di Champasak, 6 ottobre 1925 – 26 luglio 2001) è stato un vescovo cattolico laotiano.

## Biografia
Thomas Khamphan nacque il 6 ottobre 1925 nella provincia di Champasak, all'epoca Indocina francese.
Fu ordinato presbitero il 19 ottobre 1955. 
Per 20 anni svolse il servizio pastorale durante i tumultuosi anni della guerra segreta quando il 10 luglio 1975 papa Paolo VI lo nominò vicario apostolico di Paksé, assegnandogli la sede titolare di Semina.
Ricevette l'ordinazione episcopale il 10 agosto successivo per imposizione delle mani del vescovo Thomas Nantha. Resse il vicariato per 25 anni, ritirandosi per raggiunti limiti d'età il 30 ottobre 2000. 
Morì il 26 luglio 2001, all'età di 75 anni.

## Genealogia episcopale e successione apostolica
La genealogia episcopale è:
- Cardinale Scipione Rebiba
- Cardinale Giulio Antonio Santori
- Cardinale Girolamo Bernerio, O.P.
- Arcivescovo Galeazzo Sanvitale
- Cardinale Ludovico Ludovisi
- Cardinale Luigi Caetani
- Cardinale Ulderico Carpegna
- Cardinale Paluzzo Paluzzi Altieri degli Albertoni
- Papa Benedetto XIII
- Papa Benedetto XIV
- Papa Clemente XIII
- Cardinale Marcantonio Colonna
- Cardinale Giacinto Sigismondo Gerdil, B.
- Cardinale Giulio Maria della Somaglia
- Cardinale Carlo Odescalchi, S.I.
- Cardinale Costantino Patrizi Naro
- Cardinale Lucido Maria Parocchi
- Papa Pio X
- Papa Benedetto XV
- Papa Pio XII
- Cardinale Eugène Tisserant
- Papa Paolo VI
- Vescovo Thomas Nantha
- Vescovo Thomas Khamphan

La successione apostolica è:
- Vescovo Jean-Baptiste Outhay Thepmany (1975)
- Vescovo Jean Sommeng Vorachak (1997)